# Ośrodek Edukacyjny Babiogórskiego Parku Narodowego

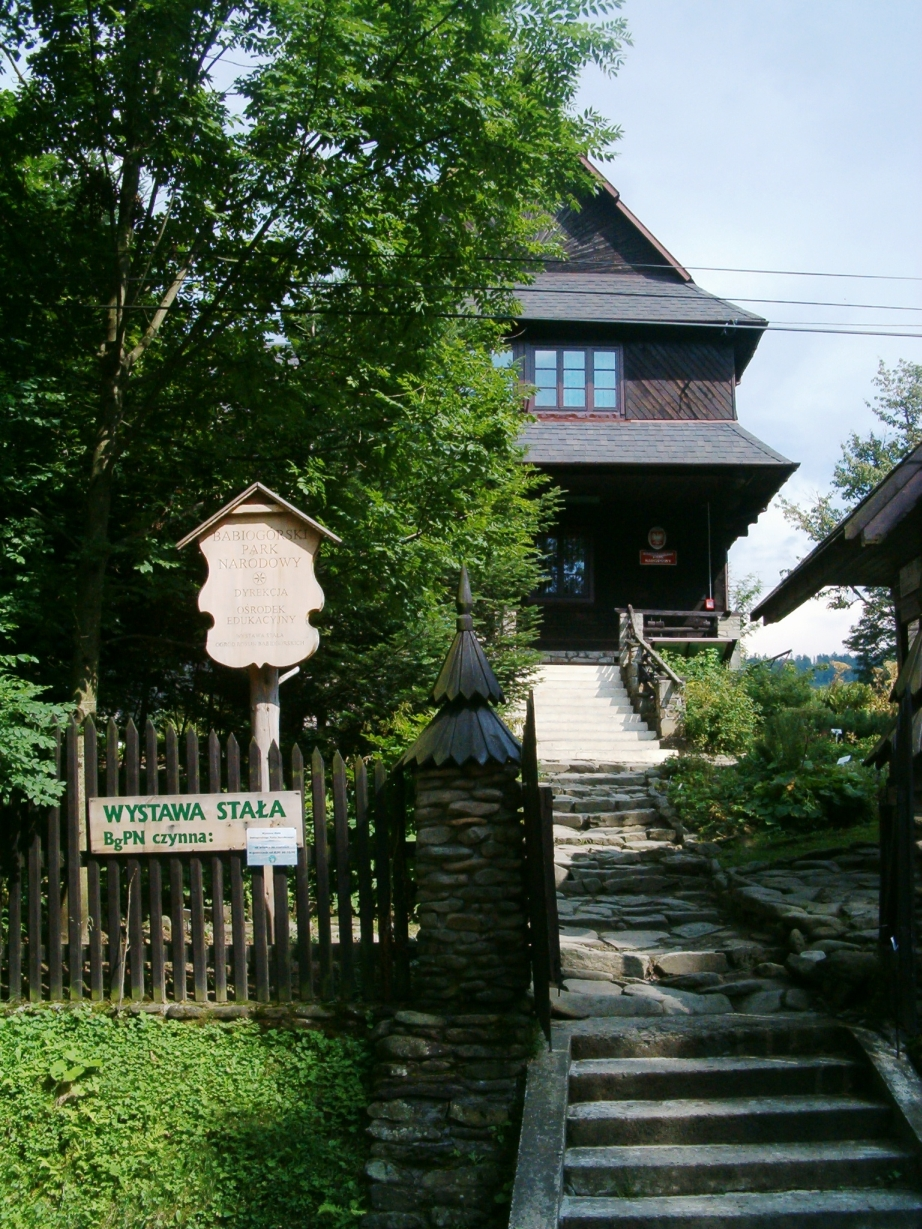
Wejście do Ośrodka Edukacyjnego

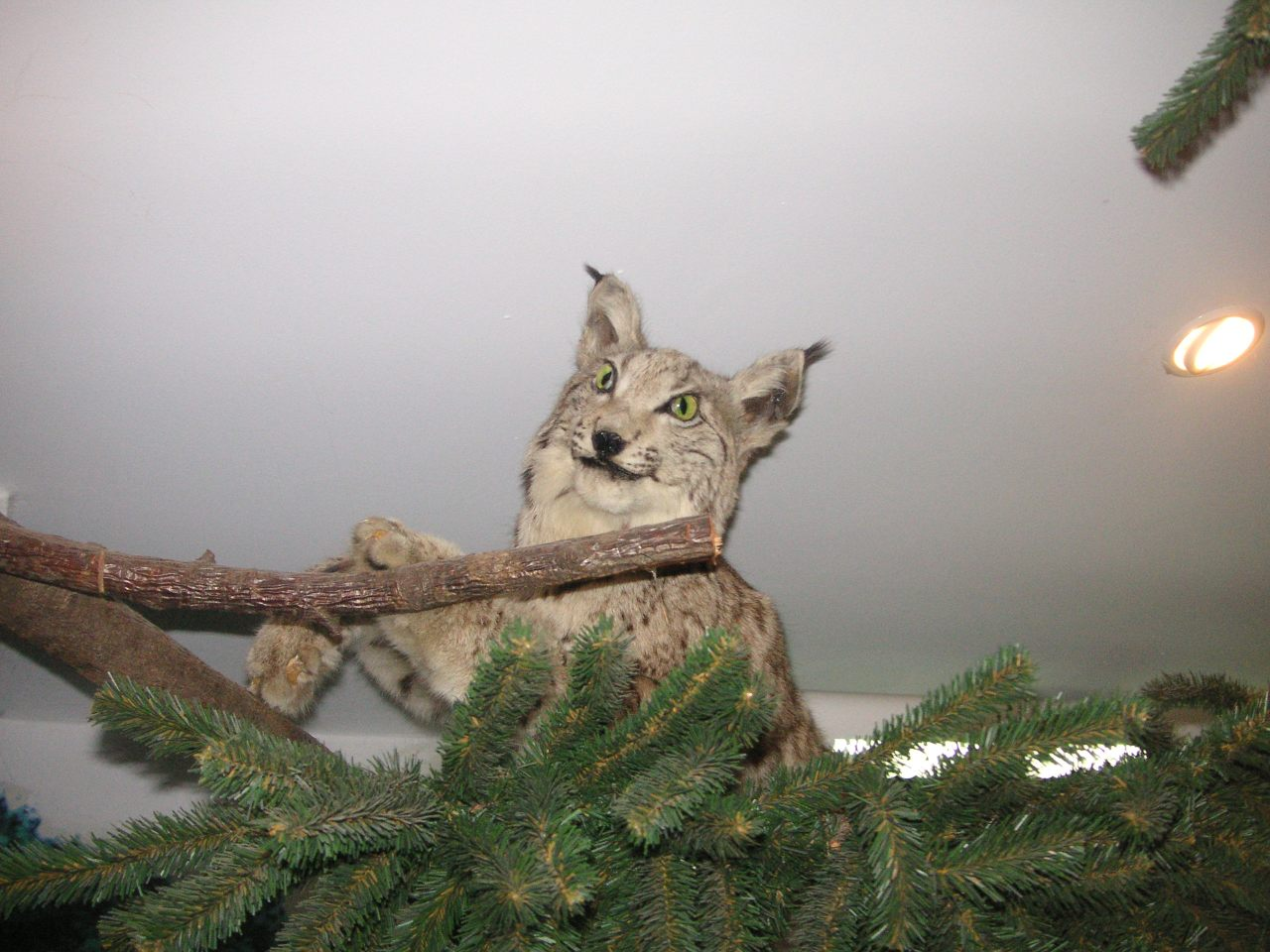
Ekspozycja Ośrodka – prezentacja babiogórskiej przyrody

Ośrodek Edukacyjny Babiogórskiego Parku Narodowego – muzeum Babiogórskiego Parku Narodowego mieszczące się w budynku Dyrekcji Parku w Zawoi – Markowej w województwie małopolskim, w powiecie suskim, w gminie Zawoja. Ośrodek w efektowny sposób prezentuje zagadnienia związane z przyrodą Babiej Góry, kulturą lokalnej społeczności i ekologią. Dzięki wyposażeniu ośrodka w nowoczesny sprzęt multimedialny zwiedzający mogą posłuchać odgłosów lasu i zwierząt w nim mieszkających, a także podziwiać górskie widoki.

## Wystawy w Ośrodku
W ośrodku zorganizowano cztery wystawy stałe:
- Roślinność Babiej Góry – prezentacja walorów babiogórskiej przyrody, piętrowego układu roślinności, zwierząt zamieszkujących teren Parku;
- Stylizacja chaty góralskiej – prezentacja wystroju izb góralskich (czarnej i białej), oryginalnych sprzętów używanych w gospodarstwach domowych, strojów górali babiogórskich, narzędzi używanych przy hodowli owiec i produkcji sera;
- Panorama Babiej Góry – prezentacja układu sieci wodnej (potoków, źródeł), tras szlaków turystycznych;
- Mini galeria „Pod Cylem” – prezentacja prac regionalnych twórców ludowych;

Przed budynkiem ośrodka zorganizowano Ogród Roślin Babiogórskich oraz Ogród Zmysłów.